# شعاع طیفی
در ریاضیات، فیزیک، و مکانیک، مفهوم شعاع طیفی (Spectral radius) به مطالعه و بررسی مقادیر خاص ماتریس‌های مربعی در فضاهای با بعد متناهی و عملگرهای کرانه‌دار خطی در فضاهای بینهایت بعدی باز می‌گردد.

## انگیزه‌ها و چرایی‌ها
از آن‌جا که مقادیر ویژه (مقادیر ذاتی)، در واقع، جوهری‌ترین و ذاتی‌ترین شاخص‌ها و مشخصه‌های ماتریس‌ها و عمل‌گرها را تشکیل می‌دهد، بزرگترین آن‌ها را (از نظر قدر مطلق) انتخاب کرده و آن را شعاع طیفی می‌نامیم.

## تعریف
فرض می کنیم λ1, …, λs مقادیر ویژه‌ی (حقیقی یا مختلط) یک ماتریس A ∈ Cn × n باشد. در این صورت شعاع طیفی ماتریس با {\displaystyle \rho (A)\!} نمایش داده شده، و به صورت زیر تعریف می‌شود:
{\displaystyle \rho (A)=\max _{i}(|\lambda _{i}|)\!}